# Walter Henrique da Silva
Walter Henrique da Silva (* 22. Juli 1989 in Recife), auch einfach nur Walter genannt, ist ein brasilianischer Fußballspieler.

## Karriere
Walter begann seine Karriere in der Jugendmannschaft von São José EC, von wo er zum SC Internacional nach Porto Alegrewechselte. In seiner ersten Saison wurde Internacional Sechster der Liga, in der darauffolgenden Saison wurde Platz zwei erreicht. Weiters kam er 2010 in der Copa Libertadores zum Einsatz. Er absolvierte acht Spiele und erzielte gegen CA Banfield einen Treffer. Am Ende gewann das Team den Titel.
Im Sommer 2010 wechselte er nach Europa und unterschrieb beim FC Porto. Mit dem Klub konnte er die UEFA Europa League 2010/11 gewinnen. Ab Anfang des Jahres 2012 bis Ende 2019 wurde er an verschiedene Klubs in seiner Heimat ausgeliehen, wobei er selten länger wie ein Jahr bei einem blieb. Im Mai 2020 unterzeichnete Walter zum zweiten Mal bei Athletico Paranaense. Seitdem tingelt er durch unterklassige Klubs seiner Heimat.

## Erfolge
Nationalmannschaft
- U-20-Fußball-Südamerikameisterschaft: 2009

Internacional
- Staatsmeisterschaft von Rio Grande do Sul: 2009
- Copa Libertadores: 2010

Porto
- UEFA Europa League: 2010/11
- Primeira Liga: 2010/11
- Taça de Portugal:
- Taça de Portugal: 2010/11
- Portugiesischer Fußball-Supercup: 2009

Goiás
- Série B: 2012
- Staatsmeisterschaft von Goiás: 2013

Athletico Paranaense
- Staatsmeisterschaft von Paraná: 2016, 2020